# Лу Бань

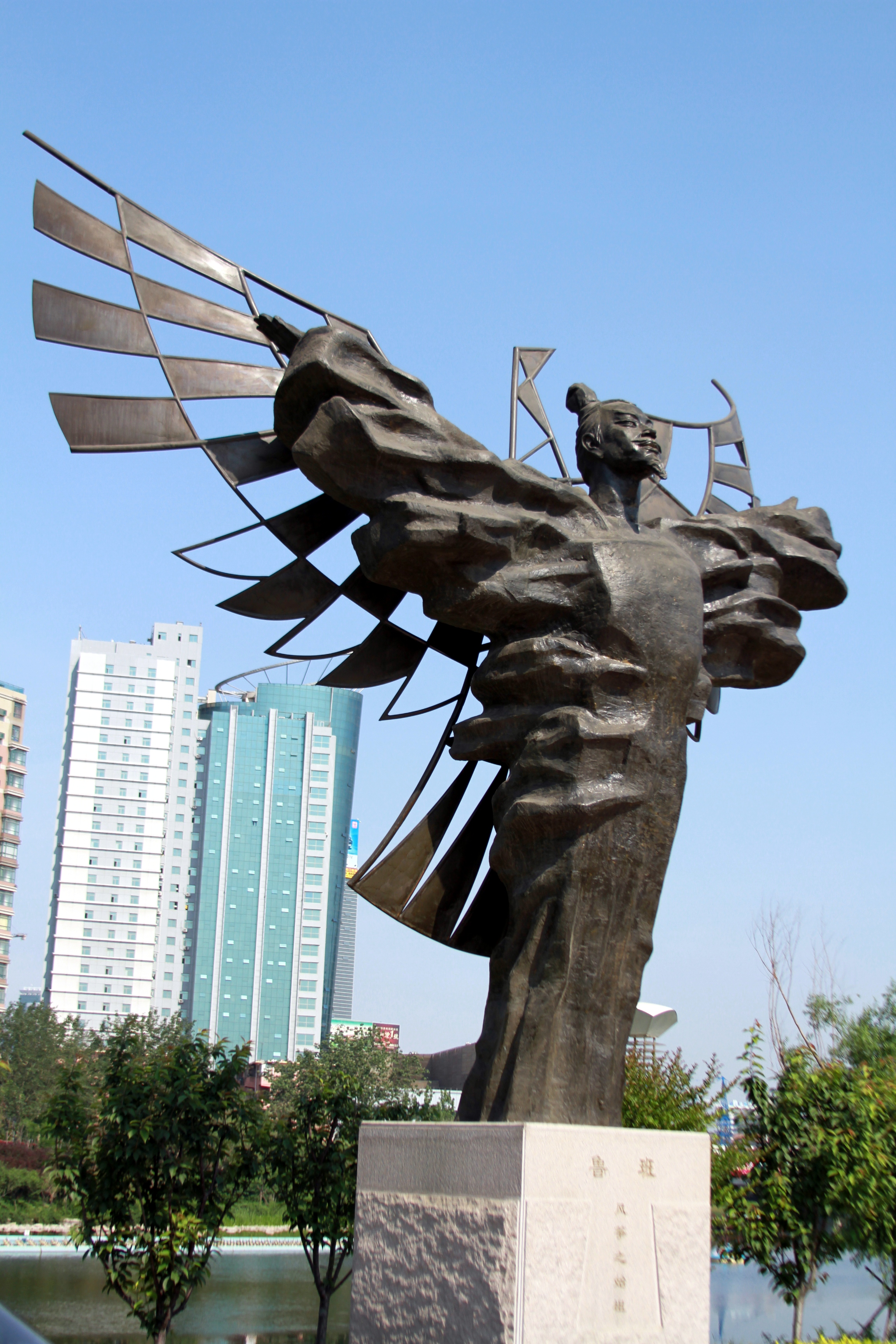
Памятник Лу Баню в г. Вэйфан

Лу Бань (кит. трад. 魯班, упр. 鲁班, пиньинь Lǔ Bān, родился в 507 году до н. э. — умер в 440 году до н. э.) — китайский ремесленник, инженер, философ, изобретатель, военный мыслитель и государственный деятель. Современник Мо-цзы.

## Биография
Родился в княжестве Лу и является обожествленным покровителем китайских ремесленников и строителей. Он родился в известной семье в Период Чуньцю, когда Китай страдал от хаоса гражданской войны между царствами. При рождении, ему дали имя Гуншу Ичжи (公輸依智). Он был также известен как Гуншу Бань (公 输 班), Гуншу Бань (公 输 般) и Гуншу Пань (公 输 盘). Но он был более известен в народе как Лу Бань.
По данным Мо-Цзы, за ним было несколько изобретений, которые описаны в главах 49 и 50:
- Облачная лестница — мобильная осадная лестница с противовесом[2].
- Абордажная кошка и таран — не изобрел, но приспособил эти изобретения для морских сражений[3].
- Деревянная птица — несамоходный летающий объект, который мог оставаться в воздухе в течение трёх дней[4]; вероятно, это прототип воздушного змея.
- Согласно китайской легенде, изобрёл пилу.

## В современной культуре

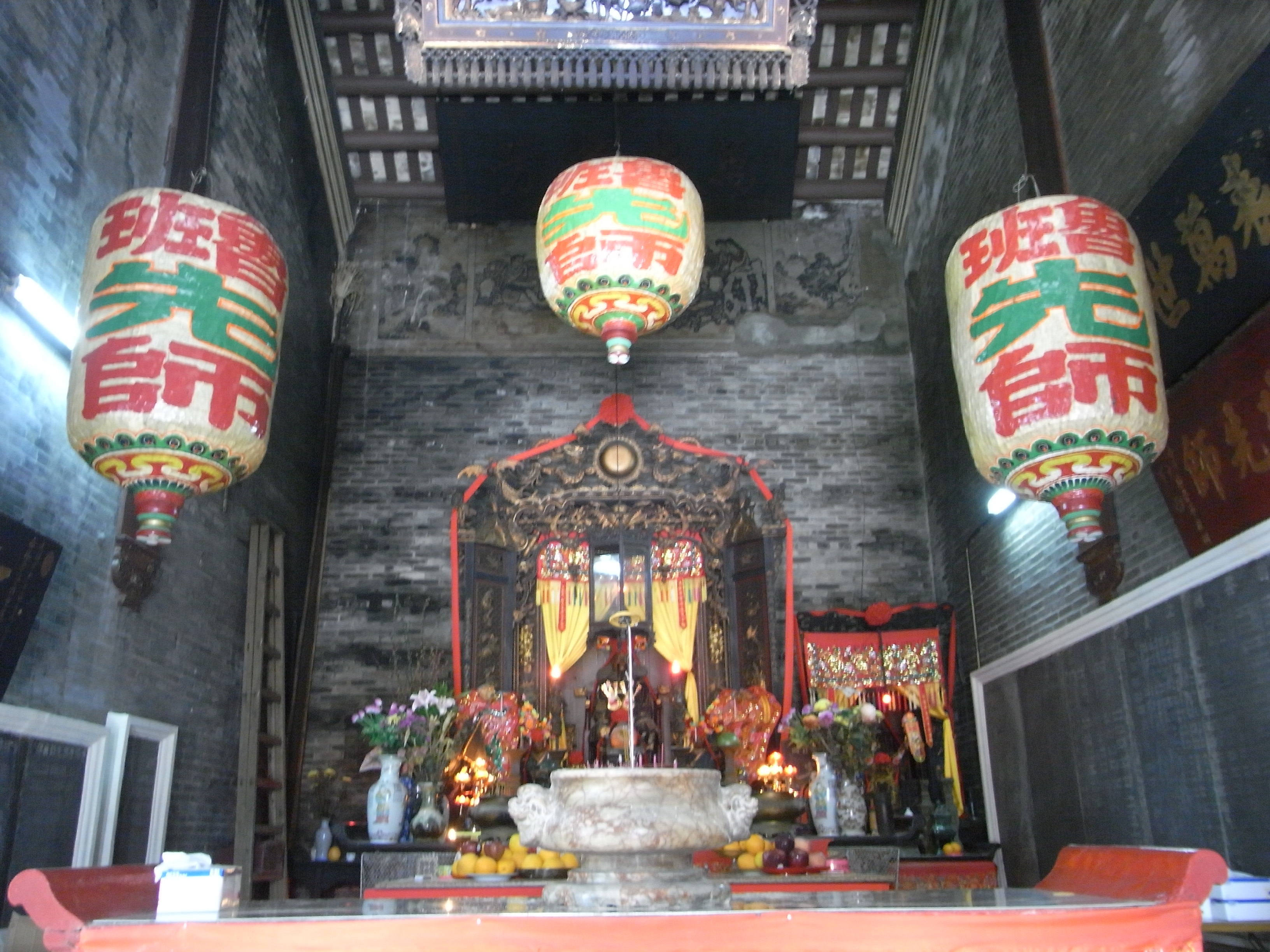
В храме Лу Баня (Храм Лоупань) в Гонконге

Храмовый праздник в честь Лу Баня — 13-го числа 6-го лунного месяца (обычно в июле).
В китайский язык вошёл чэнъюй «играть топором у ворот Лу Баня» (кит. 班门弄斧), который означает «кичиться своими способностями перед знатоком», похожее выражение использовал средневековый учёный Мэй Чжихуань в своём стихотворении, которое он написал, увидев исписанную стихами обычных людей могилу Ли Бо.